# Aureliano Pertile
Aureliano Pertile (* 9. November 1885 in Montagnana, Italien; † 11. Januar 1952 in Mailand, Italien) war ein italienischer Opernsänger (Tenor).

## Leben
Pertile galt über 20 Jahre lang als der Startenor der Mailänder Scala, an der er zwischen 1916 und 1937 wirkte.
Die stimmliche Begabung Pertiles fiel bereits im Kinderchor auf, in dem er regelmäßig in der heimatlichen Kirchengemeinde sang. Ab 1906 studierte er im nahen Padua, dann in Mailand. Pertiles Operndebüt im Februar 1911 in Vicenza (als Lyonel in der Oper Martha von Friedrich von Flotow) wurde ein Sensationserfolg. In der Folgezeit erweiterte der rasch zu einer Berühmtheit gewordene Tenor sein Repertoire und gastierte an verschiedenen Opernhäusern in Italien sowie in Buenos Aires.
Mit Beginn der Spielzeit 1916 wurde Pertile an die Mailänder Scala berufen, die allerdings kurze Zeit später infolge der Wirren des Ersten Weltkriegs geschlossen wurde. Für Aureliano Pertile war dies die Gelegenheit für ein insgesamt zweijähriges Gastspiel an der Metropolitan Opera in New York. Ende 1922 kehrte er nach Mailand zurück und schloss sich dem Scala-Ensemble um Arturo Toscanini an, dem er bis 1937 angehörte. Neben seinen Auftritten in Mailand gastierte Pertile an allen großen Bühnen Europas sowie immer wieder in der Arena von Verona.
Aureliano Pertile gilt als die ideale Verkörperung des Opernstils Arturo Toscaninis und dessen extremer, teilweise an Cholerik grenzenden Emotionalität bei gleichzeitiger absoluter musikalischer Präzision. 